# Ajaurkalven
Ajaurkalven är en sjö i Lycksele kommun och Vindelns kommun i Västerbotten och ingår i Umeälvens huvudavrinningsområde. Sjön har en area på 1,94 kvadratkilometer och ligger 229,1 meter över havet. Sjön avvattnas av vattendraget Åman.

## Delavrinningsområde
Ajaurkalven ingår i det delavrinningsområde (718888-166420) som SMHI kallar för Utloppet av Ajaurkalven. Medelhöjden är 259 meter över havet och ytan är 14,47 kvadratkilometer. Räknas de 25 avrinningsområdena uppströms in blir den ackumulerade arean 332,42 kvadratkilometer. Åman som avvattnar avrinningsområdet har biflödesordning 3, vilket innebär att vattnet flödar genom totalt 3 vattendrag innan det når havet efter 176 kilometer. Avrinningsområdet består mestadels av skog (75 procent). Avrinningsområdet har 2,28 kvadratkilometer vattenytor vilket ger det en sjöprocent på 15,8 procent.